# Municipio de Hickory Hill
El municipio de Hickory Hill (en inglés: Hickory Hill Township) es un municipio ubicado en el condado de Wayne en el estado estadounidense de Illinois. En el año 2010 tenía una población de 413 habitantes y una densidad poblacional de 3,74 personas por km².

## Geografía
El municipio de Hickory Hill se encuentra ubicado en las coordenadas 38°25′28″N 88°38′41″O / 38.42444, -88.64472. Según la Oficina del Censo de los Estados Unidos, el municipio tiene una superficie total de 110.55 km², de la cual 110,38 km² corresponden a tierra firme y (0,15 %) 0,17 km² es agua.

## Demografía
Según el censo de 2010, había 413 personas residiendo en el municipio de Hickory Hill. La densidad de población era de 3,74 hab./km². De los 413 habitantes, el municipio de Hickory Hill estaba compuesto por el 99,03 % blancos, el 0,97 % eran afroamericanos. Del total de la población el 0 % eran hispanos o latinos de cualquier raza.